# 보르지긴 다르마발라
다르마발라(Дармабал ᠳᠠᠷᠮᠠᠪᠠᠯᠠ Darmabala, 페르시아어: ترمه بلا Tarma Balā, 티베트어:ཆོས་ སྐྱོང་, 한국 한자: 孛兒只斤 答剌麻八剌 답랄마팔랄 혹은 答兒麻八剌, 1264년 6월 29일(음력 6월 4일) ~ 1292년 5월 25일(음력 5월 8일)) 혹은 탑랄마팔랄(塔剌麻八剌), 천랄마팔랄(穿刺麻八刺), 달이마파랍(達爾瑪巴拉) , 답리마할랄(答理麻哈剌)는 몽골 제국과 대원의 황족으로, 쿠빌라이 카안의 황태자 친킴과 코코진 사이의 차남이며, 테무르 울제이투 카안의 형이다. 콩기라트 부족 출신인 다기 카툰과 결혼했다. 회왕(懷王)에 봉해졌다가. 1286년 아버지 친킴의 요절 후, 1286년 쿠빌라이칸의 유력 후계자로 지정되어 황태자에 책봉되었다. 1292년 병으로 소환, 대도에서 진료받던 중 사망했다. 정확한 사망일자는 전하지 않다가 중국 칭화대학교 겸빙교수 홍금부(洪金富)에 의해 그가 음력 5월 8일에 사망한 것이 확인되었다. 그는 생전 구루병 혹은 벙어리였다는 설이 있다.
이름은 불교에서 법의 수호자라는 뜻의 범어 다르마팔라(धर्मपाल)에서 따온 것이다. 1307년 아들 카이산 즉위 후 황제로 추존되었다. 추존황제인데 실록이 편찬되었다. 무종, 인종의 아버지이고, 고려 충숙왕비 조국장공주는 그의 손녀이다. 묘호는 순종(順宗), 시호는 소성연효황제(昭聖衍孝皇帝)이다.

## 생애

### 생애 초반
1264년 6월 29일(음력 6월 4일) 아버지 친킴의 영지인 연왕부(燕王府, 현 허베이성)에서 태어났다. 아버지는 세조 쿠빌라이 칸의 둘째 아들 친킴태자이고, 어머니는 곤기라트 부족 출신 코코진 카툰 바이람에게치이다. 이름은 불교에서 법의 수호자, 호법이라는 뜻의 범어 다르마발라(धर्मपाल 答剌麻八剌)라고 지어졌다. 형제로는 카말라와 올제이투 테무르(훗날의 원 성종) 등이 있다.
백부 도르지가 요절하면서 아버지 연왕 친킴이 할아버지 쿠빌라이 칸의 후계자로 내정되고, 태자로 책봉되었다. 다르마발라는 아버지 친킴을 따라 경사로 입궐하였고, 다르마발라를 총애하던 할아버지 쿠빌라이 칸은 그에게 시비 곽씨(郭氏)를 내려주었는데, 곽씨는 위왕 아목가를 낳았다. 그러나 곽씨는 출신이 미천하였고 그의 첫 아들 에무게를 낳아주었지만, 정궁이 되지 못했다.
다르마발라의 유년기와 소년기의 삶은 알려진 것이 없다.

### 소년기
그에게는 어떤 질병이 있었는데, 원사 순종전, 순종실록에는 실리지 않았다. 어느정도 성장한 뒤에 아버지 친킴태자를 측근에서 시중을 들며 보좌하였다. 1278년 혹은 1280년 9월 무렵 옹기라트 부족 출신 다기를 아내로 맞이하였다. 다기 카툰은 쿠빌라이칸의 정비 차브이 카툰의 친정오라비 안진(按陳)의 손자 테무르의 딸이었다. 원말명초의 역사가 섭자기(叶子奇)는 그가 직접 자신의 아내로 다기를 선택했다 한다. 섭자기에 의하면 그가 아내를 고르기 위해 시내를 돌아다니다 한 부호의 딸을 가리키며 그 여자를 선택, 궁궐로 불러들였으며 그가 다기 카툰이라 한다. 그리고 두명의 황제를 낳았다 한다. 그런데 섭자기는 世祖生子口啞，即裕宗。及壯，當有室。使其遊都市，使擇其意之所可者為妻。獨指一屠人婦，世祖即為娶之，迺妲吉妃子也。腹生二帝라 하여, 순종을 유종, 그의 아버지 친킴으로 잘못 기술하였다.
원사 순종전에는 그의 작위와 시호는 등장하지 않는데, 청나라의 역사가 위원(魏源)의 원사신편(元史新編)에 의하면 그의 작위는 회왕(懷王)이었다(成宗本裕宗第三子，其同母二兄，一為晉王甘麻剌，一為懷王答剌麻八剌，本無嫡庶，而晉邸居長) 한다. 영지는 허난성 회맹로 일대였다. 1281년 이후 다르마발라는 고려 제주도의 원나라 주둔군인 탐라진수군(耽羅鎭戍軍) 총사령관으로 파견되었다.
1282년 12월 19일에 쿠빌라이 카안은 특별 명령을 내려, 탐라진수군을 고려인에게 지휘권을 넘겼다. 그는 1283년을 전후하여 귀환하였다.

### 후계자 낙점과 요절
1286년 1월 5일에는 아버지 친킴 태자가 쿠빌라이 칸과 갈등을 빚다가 알콜중독으로 사망하자, 원나라에 의해 최고의 권력과 재산이 있는 세력이 있는 황태자부의 관리 권한이 친킴 태자의 태자비 코코진에게 넘어갔다. 다르마발라는 할아버지 세조 쿠빌라이 칸의 총애를 받았고, 형 카말라를 제치고 후계자로 낙점되었다. 숙부 노무간이 유력 차기 황제위 계승자였으나, 그의 어머니 코코진의 노력으로 노무간을 제치고 그가 계승권을 확보한다. 그는 할아버지 쿠빌라이 칸의 계승자로 여겨져 몽골군 총사령관에 임명되었다. 1286년 할아버지 쿠빌라이 칸에 의해 고려 제주도에 주둔 중이던 일본 원정군 총사령관에 임명되어, 파견되었다.
1291년 쿠빌라이 칸의 명으로  허난 성의 회주(懐州, 현 허난 성 친양시(沁陽市))로 출진했으며,  위도지휘사(衛都指揮使) 준도(唆都), 상서 왕기(王倚)를 딸려보냈으나, 다르마발라는 곧 병을 얻었다. 곧 조주(趙州, 현, 자오현)로 가는 길에 그의 병사가 백성들의 뽕나무와 대추나무를 훼손시키고, 이를 신고하러 오는 백성들을 방해하자, 그는 백성들의 뽕나무, 대추나무를 훼손한 병사들을 엄벌에 처한 뒤 조정에 보고하여 쿠빌라이 카안이 기뻐하였다. 그해 질병으로 쿠빌라이 칸의 명령으로 수도 대도로 소환되었으며, 1292년 봄, 쿠빌라이 칸의 북행 순시 때에 대도에 남아 있었다. 대도에서 치료를 받던 중 두달 만에 병으로 사망했다. 다루마바라는 부친 사후에 조부 쿠빌라이의 유력한 후계자 후보로서 장래가 촉망되었지만 요절하였다. 이때 쿠빌라이 칸은 상도에 있었다.
한때 시중에는 그가 벙어리라는 소문이 돌기도 했다. 마르코 폴로에 의하면 그는 구루병을 앓고 있었다 한다. 티베트쪽 기록인 홍사(紅史)에 의하면 그는 꾹파(lkugs pa)라 하여 벙어리 혹은 멍청하다 한다. 원말명초의 역사가 섭자기(叶子奇)는 그가 벙어리(啞巴 혹은 口啞)라는 기록을 남겼다.
다르마발라의 정확한 사망 일자는 전하지 않았다. 그런데 중국 중앙연구원 역사어언연구소 연구원(中央研究院歷史語言研究所研究員)이자 중국 국립 칭화대학교 역사연구소 합빙 교수(國立清華大學歷史研究所合聘教授) 홍금부(洪金富)의 연구 결과 그가 음력 5월 8일에 사망한 것을 확인했다. 그의 사망원인이 된 질병은 기록에 전하지 않는다.

### 사후
어떤 이유에서였는지 그의 장례식에 대한 기록은 원사, 원사연의에 등장하지 않는다. 몽골 황금사(알탄 톱치)에도 그의 장례식 기록은 나타나지 않는다. 그가 죽자 1293년 세조 쿠빌라이는 그의 형 카말라와 동생 테무르 중에서 시험하여 테무르를 황태손으로 봉했다. 후일 1307년 테무르가 자녀 없이 사망하게 되면서, 다르마발라의 아들 카이산과 아유르바르와다가 아난다를 물리치고 황제위를 계승하였다. 황제 추존 이전의 그의 첫 시호는 알려진 것이 없다.
사후 아들 카이산이 그를 황제로 추존하여, 1307년 10월 7일 시호를 소성연효황제(昭聖衍孝皇帝)로 하고, 묘호를 순종(順宗)이라 하였다. 고려 충숙왕비 조국장공주는 그의 서장자 위왕 아목가의 딸이고, 공민왕비 노국대장공주는 아목가의 아들 바얀 테무르의 딸이었다. 일설에는 경화공주 역시 그의 후손이라는 설이 있다.

## 원 순종실록
그는 추존황제였으나, 실록이 편찬되었다. 1308년(지대 원년) 4월 11일(음력 3월 20일) 원 무종 카이산은 한림국사원에 성종실록을 편찬하게 하면서 순종실록을 같이 편수하게 했다.
1312년 11월 25일(황경 원년 10월 26일) 원나라 한림학사승지 옥련적불화(玉連赤不花) 등은 인종 아유르바르와다에게 성종실록, 순종실록, 무종실록을 같이 증정했다. 이 중 순종실록은 1권이다.

## 기타
티베트어 문헌 《홍사(紅史)》에 의하면 그는 벙어리였다 한다. 홍사의 저자 차르파 공가도르지(蔡巴·貢噶多吉)는 샤카파의 승려로 1346년에 홍사의 집필을 시작해 1363년에 완성했다.
명나라 초기, 엽자기(葉子奇)가 지은 『초목자(草木子)』 권4에는 다음과 같이 기록되어 있다. '원 세조(世祖)가 낳은 아들은 입을 열지 못했으니, 곧 유종(裕宗)이다. 장성하여 장가들 나이가 되었을 때, 그를 도성에 보내 스스로 마음에 드는 여인을 골라 아내로 삼게 하였다. 그는 오직 한 푸줏간 여인만을 가리켰고, 세조는 곧 그녀를 아내로 삼아주었으니, 이는 바로 답기비(妲己妃)의 딸이었다. 그녀는 두 황제를 낳았다.'고 한다. 여기서 말하는 답기(妲己)'는 곧 다기(答己) 카툰이며, 두 황제는 원 무종 카이산, 원 인종 아유르바르와다이다. 엽자기는 다르마발라를 친킴과 혼동한 것으로, 유종이 아닌 다르마발라에 해당된다. 엽자기는 유종 친킴과 그를 헷갈렸으나, 두 사료에서 다르마발라가 벙어리였다는 기록이 서로 일치한다.
출처가 불분명한 비공식적인 전승에 의하면 다라마발라의 아내 다기 카툰은 아이를 낳을 수 없었고 , 그의 세 아들, 장남 위왕 아무가, 차남 원 무종 카이산, 삼남 원 인종 아유르바르와다, 딸 노국공주 상가라길 등은 모두 그가 후궁에게서 얻은 자녀라는 설이 있다.

## 가족 관계

### 조부모와 부모
- 조부 : 제5대 카안 세조(世祖) 쿠빌라이
- 조모 : 소예순성황후(昭睿順聖皇后) 콩기라트씨
- 부친 : 추존황제 유종(裕宗) 친킴
- 모친 : 추존황후 휘인유성황후(徽仁裕聖皇后) 콩기라트씨

### 형제
- 형 : 현종 감마랄(顯宗 甘麻剌) : 추존황제(追尊皇帝), 원나라의 6대 황제 진종 야손철목아(晋宗 也孫鐵木兒)의 아버지
- 동생 : 성종 철목이(成宗 鐵穆耳) : 원나라의 2대 황제

1. 조국공주(趙國公主) 홀답질미실(忽答迭迷失)
2. 노국대장공주(魯國大長公主) 남아불랄(南阿不剌)

### 후비
- 소헌원성황후(昭獻元聖皇后) 콩기라트씨 - 사후에 황후로 추봉.
- 다르마발라 황후(皇后) 곽씨(郭氏)

### 황자
- 위왕(魏王) 에무게(? ~ 1324년) - 후궁 곽씨 소생.
- 회령왕(懷寧王) 카이샨 - 소헌원성황후 소생. 제7대 카안 무종(武宗).
- 황자 아유르바르와다(愛育黎拔力八達) - 소헌원성황후 소생. 제8대 카안 인종(仁宗).

### 황녀
- 노국대장공주(魯國大長公主) 상가랄길(桑哥剌吉, 1284년 ~ 1332년) - 소헌원성황후 소생. 존호는 휘문의복정수(徽文懿福貞壽). 문종비 부다시리 카툰의 어머니

## 같이 보기
- 원나라의 일본 원정
- 카말라
- 조국장공주
- 함묵